# تشولوتيكا
تشولوتيكا (بالإنجليزية: Choluteca, Choluteca)‏ هي مدينة، تتبع إدارة تشولوتيكا، بلغ عدد سكانها 120٬000 نسمة، تبلغ مساحتها 4٬360 كيلومتر مربع.

## المناخ
يظهر الجدول التالي التغييرات المناخية على مدار السنة لتشولوتيكا:
| البيانات المناخية لـتشولوتيكا                  | البيانات المناخية لـتشولوتيكا | البيانات المناخية لـتشولوتيكا | البيانات المناخية لـتشولوتيكا | البيانات المناخية لـتشولوتيكا | البيانات المناخية لـتشولوتيكا | البيانات المناخية لـتشولوتيكا | البيانات المناخية لـتشولوتيكا | البيانات المناخية لـتشولوتيكا | البيانات المناخية لـتشولوتيكا | البيانات المناخية لـتشولوتيكا | البيانات المناخية لـتشولوتيكا | البيانات المناخية لـتشولوتيكا | البيانات المناخية لـتشولوتيكا |
| الشهر                                          | يناير                         | فبراير                        | مارس                          | أبريل                         | مايو                          | يونيو                         | يوليو                         | أغسطس                         | سبتمبر                        | أكتوبر                        | نوفمبر                        | ديسمبر                        | المعدل السنوي                 |
| ---------------------------------------------- | ----------------------------- | ----------------------------- | ----------------------------- | ----------------------------- | ----------------------------- | ----------------------------- | ----------------------------- | ----------------------------- | ----------------------------- | ----------------------------- | ----------------------------- | ----------------------------- | ----------------------------- |
| الدرجة القصوى °م (°ف)                          | 36.8 (98.2)                   | 37.7 (99.9)                   | 39.0 (102.2)                  | 39.6 (103.3)                  | 38.7 (101.7)                  | 36.0 (96.8)                   | 36.5 (97.7)                   | 36.5 (97.7)                   | 35.1 (95.2)                   | 34.7 (94.5)                   | 35.6 (96.1)                   | 36.0 (96.8)                   | 39.6 (103.3)                  |
| متوسط درجة الحرارة الكبرى °م (°ف)              | 34.6 (94.3)                   | 35.7 (96.3)                   | 36.7 (98.1)                   | 35.1 (95.2)                   | 35.1 (95.2)                   | 33.1 (91.6)                   | 34.1 (93.4)                   | 34.1 (93.4)                   | 32.6 (90.7)                   | 32.6 (90.7)                   | 33.5 (92.3)                   | 34.3 (93.7)                   | 34.3 (93.7)                   |
| المتوسط اليومي °م (°ف)                         | 28.6 (83.5)                   | 29.2 (84.6)                   | 30.1 (86.2)                   | 30.5 (86.9)                   | 29.2 (84.6)                   | 28.1 (82.6)                   | 28.8 (83.8)                   | 28.6 (83.5)                   | 27.4 (81.3)                   | 27.6 (81.7)                   | 28.1 (82.6)                   | 28.4 (83.1)                   | 28.7 (83.7)                   |
| متوسط درجة الحرارة الصغرى °م (°ف)              | 23.1 (73.6)                   | 23.0 (73.4)                   | 23.5 (74.3)                   | 24.5 (76.1)                   | 24.2 (75.6)                   | 23.4 (74.1)                   | 23.8 (74.8)                   | 23.6 (74.5)                   | 22.9 (73.2)                   | 22.8 (73.0)                   | 22.7 (72.9)                   | 23.0 (73.4)                   | 23.4 (74.1)                   |
| أدنى درجة حرارة °م (°ف)                        | 19.7 (67.5)                   | 20.0 (68.0)                   | 20.4 (68.7)                   | 21.8 (71.2)                   | 21.7 (71.1)                   | 21.6 (70.9)                   | 21.2 (70.2)                   | 21.1 (70.0)                   | 21.2 (70.2)                   | 21.1 (70.0)                   | 20.5 (68.9)                   | 19.6 (67.3)                   | 19.6 (67.3)                   |
| معدل هطول الأمطار مم (إنش)                     | 2.0 (0.08)                    | 5.2 (0.20)                    | 7.5 (0.30)                    | 31.0 (1.22)                   | 286.2 (11.27)                 | 267.3 (10.52)                 | 139.4 (5.49)                  | 244.6 (9.63)                  | 358.7 (14.12)                 | 275.6 (10.85)                 | 77.2 (3.04)                   | 8.5 (0.33)                    | 1٬703٫2 (67.06)               |
| متوسط الأيام الممطرة (≥ 1.0 mm)                | 0                             | 1                             | 8                             | 3                             | 13                            | 17                            | 10                            | 14                            | 20                            | 15                            | 4                             | 1                             | 106                           |
| ساعات سطوع الشمس الشهرية                       | 292.9                         | 272.0                         | 291.2                         | 242.7                         | 235.6                         | 211.1                         | 232.6                         | 234.3                         | 194.8                         | 233.3                         | 246.1                         | 274.2                         | 2٬960٫8                       |
| المصدر: الإدارة الوطنية للمحيطات والغلاف الجوي |                               |                               |                               |                               |                               |                               |                               |                               |                               |                               |                               |                               |                               |

## أعلام
- خوسيه سيسيليو ديل فالي
- ديونيسيو دي هيريرا
- أندي نجار